# G.I. Gurdjieff: Sacred Hymns
G.I. Gurdjieff: Sacred Hymns è un album in studio del musicista statunitense Keith Jarrett, pubblicato nel 1980.
Il disco è stato scritto da George Gurdjieff e Thomas de Hartmann.

## Tracce
1. Reading of Sacred Books - 8:19
2. Prayer and Despair - 3:50
3. Religious Ceremony - 4:07
4. Hymn - 2:45
5. Orthodox Hymn from Asia Minor - 3:04
6. Hymn for Good Friday - 1:35
7. Hymn - 2:30
8. Hymn for Easter Thursday - 3:26
9. Hymn to the Endless Creator - 2:04
10. Hymn from a Great Temple - 4:30
11. The Story of the Resurrection Of Christ - 1:37
12. Holy Affirming - Holy Denying - Holy Reconciling - 4:14
13. Easter Night Procession - 2:54
14. Easter Hymn - 5:49
15. Meditation - 1:42